# Mariã Alasturlabi
Mariã Alasturlabi, ou Al-'Ijliyah (ou Al-'Ijliya) binte Alijli "Alasturlabi"  (árabe: العجلية بنت العجلي الأسطرلابي), foi uma astrônoma e engenheira do século X que construía astrolábios e vivia em Alepo, hoje norte da Síria. Hoje é considerada como uma das principais mulheres cientistas da idade de ouro da civilização muçulmana.

## Biografia
Pouco se sabe sobre Mariã, mas seu nome aparece no texto Al Fihrist, escrito pelo bibliógrafo muçulmano ibne Nadim no final do século X. O trecho do texto em que ela aparece discorre sobre matemáticos, engenheiros, músicos, astrólogos e também as pessoas que construíam ferramentas usadas por astrônomos. Mariã é uma das 16 engenheiras descritas. Seu prenome Mariã é fornecido pela Sociedade Síria de Arqueologia, mas não aparece no texto de ibne Nadim, e ainda precisa ser corroborado, estando em discussão entre especialistas.
Mariã desenvolveu e construiu astrolábios, instrumento de astronomia e navegação muito utilizado no século X. Devido às suas habilidades, foi funcionária do Ceife Adaulá, que reinou uma região no norte da Síria entre 944 e 967 D.C. Seu pai, Alijli Alasturlabi, também era construtor de astrolábios, e ambos foram aprendizes (tilmīthah) de Bastulus (também grafado Bitolus ou Nastulus), um astrônomo notável da época, criador do astrolábio mais antigo que sobrevive até hoje.
Por suas contribuições, foi citada com uma das "mulheres extraordinárias" da era de ouro da civilização muçulmana pela organização 1001 Inventions.

## Homenagens
O asteroide de número 7060 foi nomeado 7060 Al-'Ijliya em sua homenagem. O asteroide foi descoberto em 1990, por Henry E. Holt, e recebeu o  nome em novembro de 2016 (publicação número 102252 do Minor Planet Center).
A biografia de Mariã inspirou uma personagem do premiado livro Binti (2015), de Nnedi Okorafor.
Mariã aparece no filme 1001 Inventions & The Library of Secrets, que aborda grandes inventores muçulmanos da história.
O tabloide malaio "The Star" chamou-a incorretamente de "criadora" do astrolábio, dito precursor do GPS.